# Carl Julius Caesar

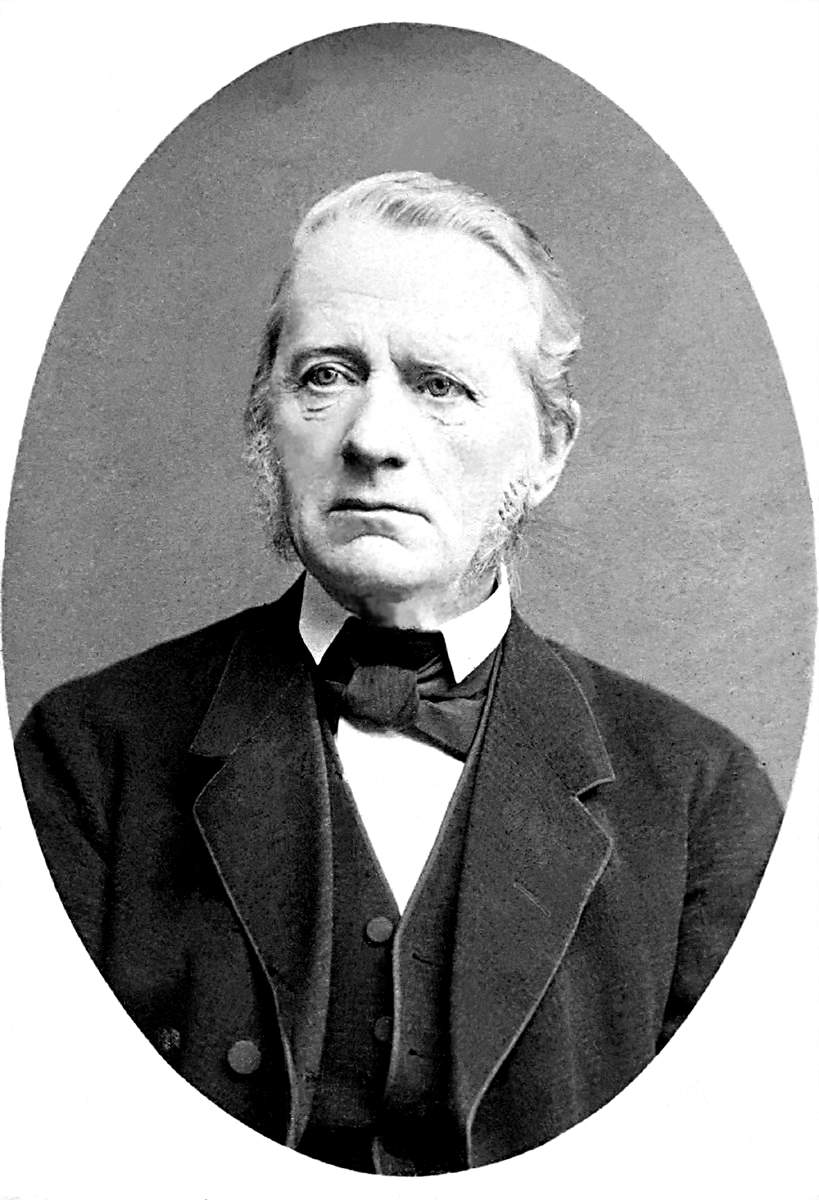
Carl Julius Caesar

Carl Julius Caesar (* 4. Februar 1816 in Kassel; † 21. Juni 1886 in Marburg) war ein deutscher Klassischer Philologe und Bibliothekar.

## Leben und wissenschaftliches Wirken
Caesars Eltern waren der Regierungssekretär Johann Dietrich Caesar und Anna Catharina Phillipina († 1864), geborene Pfister. In Kassel besuchte er zunächst die Bürgerschule, danach das Lyceum Fridericianum, das er 1833 mit dem Maturitätsexamen verließ. Danach studierte er in Marburg Klassische Philologie, zunächst auch noch Evangelische Theologie. Ein Studienjahr verbrachte er auch an der Universität Göttingen. Zurück in Marburg, bestand er hier im Dezember 1836 die Lehramtsprüfung in Latein und Griechisch. Im Mai 1837 wurde er mit einer bei seinem akademischen Lehrer Karl Friedrich Hermann entstandenen Arbeit zur griechischen Elegie promoviert; zusammen mit der Promotion wurde ihm die Lehrbefugnis (venia legendi) verliehen.
Zum Sommersemester 1838 nahm Caesar als Privatdozent seine Lehrtätigkeit am Philologischen Seminar der Universität Marburg auf. Am 25. August 1842 wurde er zum außerordentlichen Professor befördert. Ab September 1848 war er nebenamtlicher Unterbibliothekar an der Universitätsbibliothek. 1852 wurde er Mitherausgeber der Zeitschrift für die Alterthumswissenschaft. Ab März 1853 fungierte Caesar als Gehilfe des Direktors des Philologischen Seminars. Am 17. Oktober 1859 wurde er in seiner nebenamtlichen Bibliothekslaufbahn zum Zweiten Bibliothekar ernannt. Seit dem Oktober 1861 war Caesar kommissarischer Direktor des Philologischen Seminars. Zum 1. Februar 1863 erfolgte schließlich seine Beförderung auf eine ordentliche Professur für Philologie und Eloquenz, die er bis zu seinem Tod innehatte. Ab April desselben Jahres wurde er ordentlicher Direktor des Philologischen Seminars. Im März 1873 wurde Caesar zum alleinigen Bibliotheksdirektor ernannt, am 1. Mai 1882 wurde ihm der Titel Oberbibliothekar verliehen. Viermal stand Caesar der Philosophischen Fakultät als Dekan vor, dreimal (1864/65, 1871/72 und 1879/80) war er Rektor der Marburger Universität.
Caesar war seit 9. September 1855 mit Caroline Bücking verheiratet. Die Ehe blieb kinderlos.
Der Schwerpunkt Caesars Forschungsinteresses galt der antiken, vor allem  griechischen, Metrik und Rhythmik. Neben den auf seinem engeren wissenschaftlichen Fachgebiet entstandenen Arbeiten sind Caesars Publikationen zur Marburger Universitäts- und hessischen Regionalgeschichte von Bedeutung.

## Schriften (Auswahl)
- De carminis Graecorum elegiaci origine et notione, Diss. Marburg 1837, erneut 1841 (korrigierte und ergänzte Ausgabe).
- Beschlüsse der Versammlung der Lehrer deutscher Hochschulen zu Jena, zusammengestellt von Julius Cäsar, Kassel 1842.
- Herausgabe (bis 1852 zusammen mit Theodor Bergk): Zeitschrift für die Alterthumswissenschaft, Bände 1 bis 15, 1843–1857.
- Hyperidis oratio pro Euxenippo et pro Lycophrone fragmenta. Cum adnotatione critica in usum scholarum academicarum edidit Julius Caesar, Marburg 1857.
- Der Prometheus des Aeschylus. Zur Revision der Frage über seine theologische Bedeutung, Marburg 1860.
- Die Grundzüge der griechischen Rhythmik im Anschluss an Aristides Quintilianus erläutert, Marburg 1861.
- Das finnische Epos Kalewala. Eine Vorlesung, Stuttgart 1862.
- Die Universität als Genossenschaft. Festrede am 20. August 1865 in der Aula der Universität gehalten, Marburg 1865.
- Urbs et academia Marpurgensis succincte descripta et typis efformata a Wilhelmo Dilichio. Librum autographum brevibus annotationibus instructum edidit Julius Caesar, Marburg 1867.
- Rede zur Feier des Geburtstags Seiner Majestät des Königs am 22. März 1867 in der Aula der Universität gehalten. Die Universität als Stiftung Philipps des Großmüthigen, Marburg 1867.
- Academiae Marpurgensis privilegia, leges generales et statuta facultatum specialia anno MDCLIII promulgata. Edidit Julius Caesar, Marburg 1868.
- Catalogus studiosorum scholae Marpurgensis per annos MDXXVII–MDCXXVIII descriptus. Edidit Julius Caesar, 14 Teile Marburg 1872–1886 (später in vier Bänden: Marburg 1875–1887).
- Festrede gehalten auf dem Marktplatz zu Marburg am 31. Juli 1877 bei der 350jährigen Feier der Stiftung der Universität, Marburg 1877.
- Rede bei der Marburger Universitätsfeier des Geburtstags Seiner Majestät des Kaisers am 22. März 1879. Christian Wolff in Marburg, Marburg 1879.